# Johannes Balthazar Lambeek
Johannes Balthazar Lambeek (Amsterdam, 16 mei 1867 – De Bilt, 16 april 1934) was een Nederlands architect, tekenaar en bouwkundig tekenaar.

## Werkzaamheden
Lambeek werd geboren in Amsterdam en volgde aldaar de Christelijke mulo en kreeg een opleiding tot technisch tekenaar aan de Industrieschool. Hierna ging hij zich verder bekwamen door het lopen van stages op diverse architectenbureaus. Een route die zijn jongere broer Jan Jurriaan Lambeek die eveneens architect werd ook zou volgen. Hij signeerde zijn werk met Joh. B. Lambeek jr, was jarenlang actief als architect en bouwde en verbouwde vele woonhuizen en winkelpanden in vooral  Amsterdam, Utrecht en Bilthoven. Zijn bouwwerken waren traditioneel in de Neo-Hollandse Renaissance stijl.

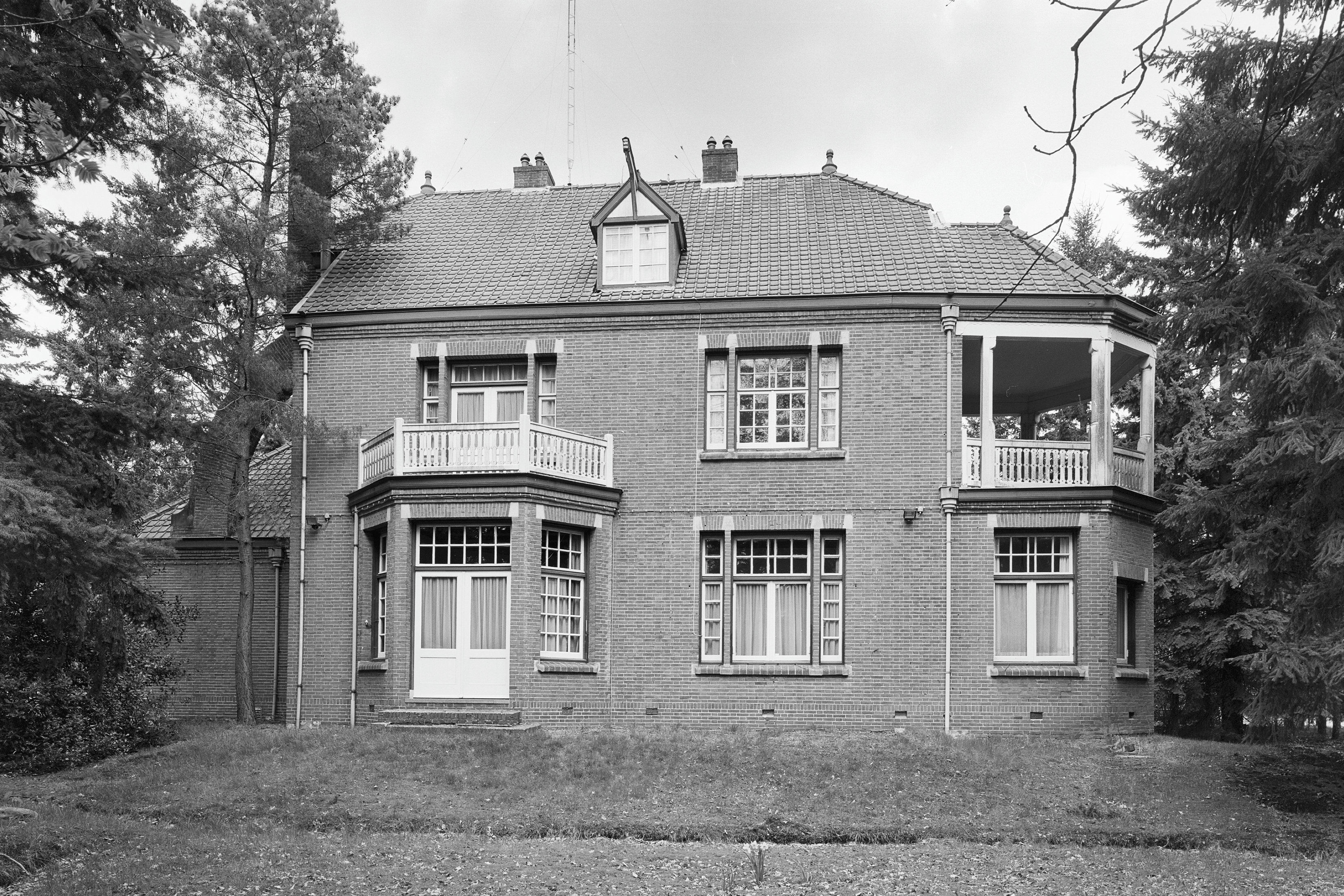
Villa Parkwijck

Hij is vooral bekend geworden door zijn unieke project om een landhuis van Berlage, Villa Parkwijck, te verplaatsen uit het Vondelpark in Amsterdam en weer op te bouwen in zijn woonplaats Bilthoven. Lambeek was na korte tijd in Amsterdam te hebben gewerkt hoofdzakelijk actief in Bilthoven en omgeving waar nog enkele van zijn statige panden staan. Hij was destijds door Berlage aangesteld als de hoofdopzichter voor de bouw van de Beurs van Berlage. Zelf woonde hij in Bilthoven, eerst aan de Leyenseweg 1 en later aan de Spoorlaan 3. Hij was lid van het Genootschap Architectura et Amicitia en redacteur van het genootschapsorgaan Architectura Lambeek was ook sociaal bewogen. Samen met Godfried van Boetzelaer en anderen richtte hij in 1918 de eerste woningbouwvereniging in De Bilt op, de Algemeene Biltsche Woningbouwvereeniging en was medeverantwoordelijk voor het ontwerpen en uitvoeren van het sociale woningbouwproject het tuindorp Het Rode Dorp.

## Oeuvre
- Reconstructie Villa Parckwijk, Bilthoven, 1913
- Pension Boschwijk, Van Ostadeplein 1, De Bilt, 1915[10]
- Hotel Restaurant De Bonte Koe, Emmalaan 5-7 Bilthoven, 1918[11]